# Bogense
Bogense er en havneby ved Kattegat på det nordlige Fyn med 4.060 indbyggere  (2024), beliggende 15 km nordvest for Søndersø og 23 km vest for Otterup. Byen er kommunesæde for Nordfyns Kommune og ligger i Region Syddanmark. Byens indbyggere kaldes bogensere eller bogenseboer.

## Etymologi
Bogense (1485: Bognæs, 1492: Boghens. Navnet kommer måske af den tidligere rigdom på bøgeskov).

## Aktiviteter
Bogense er i dag en turistby, og der er derfor mange aktiviteter, bl.a.:
- en årlig rosenfestival
- en årlig sprogfestival, Sprogense
- internationale cykelcrossmesterskaber

## Historie

### Oprindelse
Som kong Valdemar Sejrs ejendom nævnes 1231 Harridslevgaard med dens tilliggende på 144 mark guld, og under dette må Bogense som en mindre betydende landsby have været indbefattet, thi 1327 nævnes Bogense blandt det gods, som den svenske prins Erik Valdemarssøn, en uægte søn af Valdemar Sejrs sønnedatter Jutta, gjorde fordring på som sin mødrenearv, hvilket også tildømtes ham i Nyborg den 15. juli.

### Middelalderen
Første gang, byens navn forekommer, er 1288, da kong Erik Menved stadfæstede dens privilegier; de blev senere bekræftet 1327 af Valdemar 3., 1425, 1442, 1449, ved hvilken lejlighed første gang dens borgmester og råd omtales, 1485, 1504 af dronning Christine (som udvidede dem), til hvis livgeding den hørte, 1517 (atter udvidede), 1561 og 1597. Der har sikkert i middelalderen været en Sankt Jørgensgård for spedalske; i alt fald nævnes i 1517 et Sankt Jørgens Kapel, ved hvilket borgmesteren og en borger, Claus Eriksen, fik kongelig tilladelse til at bygge en vandmølle (navnet var formentlig endnu bevaret i den nu nedlagte Kappelsmølle på Bogense Mark); ligeledes har der sikkert været et Vor Frue Gilde. Byen har vistnok i slutningen af middelalderen og begyndelsen af den nyere tid været forholdsvis anselig ved siden af Fyns andre mindre købstæder.

### Renæssancen
Endnu 1618 stod Bogense ved ansættelse af bådsmandshold over Faaborg, Nyborg, Assens, Middelfart og Rudkøbing. I denne stortid er i alt fald een adelsslægt udgået af borgerstanden, knyttet til byen; den havde sin egen gård, "Herregaarden“, på Algade (hvor den har ligget, ved man ikke). I Grevens Fejde toge borgerne del i oprøret, men da de kongelige tropper kom til Fyn i 1535, faldt byen til føje, og den måtte udrede 300 lod sølv i sølvskat. I 1536 måtte den atter udrede 2.000 gylden. Dertil kom ødelæggende ildebrande: således 1. oktober 1570 og 14. oktober 1575, da hele byen på kirken og rådhuset nær skal være brændt (et kongeligt brev af 1576 siger, at "da Byen for nogen kort Tid forleden har lidt stor Skade af Ildebrand, saa den ganske By mestendel af Vaadeild er afbrændt", skulle de bygninger, der opførtes, hænges med tegltag; 1578 blev befalingen gentaget, og tillige påbødes, at de grunde, som ved branden vare blevne øde, skulle atter bebygges inden 3 år). I 1576 og flere gange senere hjemsøgtes den tillige af en voldsom pest. Den sank efterhånden ned til at blive Fyns mindste købstad.

### Under enevælden
I 1672 havde den 438, 1769 430 indbyggere. I 1766 var dens konsumtion kun 700 rigsdaler, mens Middelfarts var det dobbelte.
Byen har haft en Latinskole, som ophævedes 1740.

### Bogense anno 1778
| Citat | Bogense Købstad i Skovby Herred, Ruggaards Amt, Fyens Stift, ligger 3 mile fra Odense, 3 fra Middelfart, 7,5 fra Svendborg, 7 fra Faaborg og 4 fra Assens. Våbenet er et lidet skib med fulde sejl og årstal 1565. Byens bedste privilegium er givet af Kong Hanses Dronning Christine 1514. Kirken er en korskirke og ligger ved stranden med et tårn på den østre side og et ottekantet spir. Den kaldes Skt. Nikolaj, bygget 1406, orgelværket 1748. Altertavlen og prædikestolen er meget smuk og bekostet af velbyrdige Magister Claus Erichsen 1550. Byen har 5 gader og et stort torv, 104 gårde og huse. Rådhuset som er en levning af Skt. Annæ Kloster har et tårn med en klokke. Øvrigheden består af en byfoged og byskriver, som holder rådstueret om tirsdagen. Byen har 35 håndværkere, 60 borgere og 430 personer. Fra denne by er overfarten lige over til Klakring i Jylland, som er næsten to mil, hvorved spares en omvej på 9 mile, en båd koster om sommeren 1 rigsdaler, om vinteren 1 rigsdaler 2 mark. Byens næring består mest af avl og lidt handel, som drives af 3 købmænd med korn og fedevarer på Norge og København. Til byen er 5 fartøjer, en galease og fire jagter på 16, 13, 9 og 7 læster. Fartøjerne ligger i vinterhavn ved Langedyb, som løber ind mellem de to øer Lindholm og Stegø, ¼ mil fra byen. Det ferske vand ledes ind i byen ved en bæk fra en kilde ved Overmølle. Byens marker består af 81 gårdejere og nogle andre stykker og engbund, er frugtbar kornland, der avles og en del gulerødder, som formedelst deres gode smag føres vidt omkring i landet og kaldes Bogense-rosiner. Ved byen ligger følgende øer: Stegø, Lille Stegø, Fogsnæsø ¼ mil lang og halvt så bred. To holme, nemlig Store- og Lille Galø, Æbelø en mil fra byen som beboes af en gård- og en husmand, har eng og skov. Konsumptionen er årligt 6-700 rigsdaler. Markeder er årligt to foruden kvægmarkedet og et hver torsdag i fasten. | Citat |
|       | |       |

Havnen er anlagt 1830—44 (tidligere var der ingen, men byen benyttede havnen ved Langedyb som vinterhavn) og bestod af to omtrent 1000 alen lange, mod nordvest udskydende stenmoler, der indeslutte det kun 35 alen brede bassin. Til gengæld blev færgeoverfarten, der allerede i slutningen af 1600-tallet havde mistet sin betydning, nedlagt i 1854. Midt i 1800-tallet kom de første få industrivirksomheder.

### Den tidlige industrialisering
Bogenses befolkning var stigende i slutningen af 1800-tallet og i begyndelsen af 1900-tallet: 1.497 i 1850, 1.709 i 1855, 1.899 i 1860, 1.931 i 1870, 1.917 i 1880, 1.904 i 1890, 2.168 i 1901, 2.448 i 1906 og 2.747 i 1911.
Af fabrikker og industrielle anlæg fandtes ved århundredeskiftet: 1 jernstøberi og maskinfabrik, 3 garverier, 5 skindberederier, 3 træskærerier, 2 cementtagstensfabrikker, 1 andelssvineslagteri, 1 andelsmejeri og 1 bogtrykkeri.
I Bogense blev udgivet een avis: "Bogense Avis".
I Bogense afholdtes årligt 7 markeder, 1 i Februar og 1 i juni, heste, 2 i marts og 1 i maj, heste og kvæg, 1 i november kvæg og får, og 1 i december, kreaturer. Torvedag hver torsdag, med levende kreaturer 1. torsdag i hver måned.
Befolkningens sammensætning efter næringsvej var i 1890: 214 levede af immateriel virksomhed, 776 af håndværk og industri, 363 af handel og omsætning, 62 af søfart, 11 af fiskeri, 165 af jordbrug, 13 af gartneri, 185 af forskellig daglejervirksomhed., 86 af deres midler, og 29 nød almisse. Ifølge en opgørelse i 1906 var indbyggertallet 2.448, heraf ernærede 165 sig ved immateriel virksomhed, 257 ved landbrug, skovbrug og mejeridrift, 85 ved fiskeri, 1.121 ved håndværk og industri, 432 ved handel med mere, 202 ved samfærdsel, 117 var aftægtsfolk, 50 levede af offentlig understøttelse og 19 af anden eller uangiven virksomhed.
Havnen blev udvidet i 1874 og 1894, og der blev etableret et skibsværft og forskellige mindre virksomheder.
I 1882 fik Bogense endestation på Nordfyenske Jernbane – også kaldet Bogensebanen – til Odense via Otterup. Stationen havde vandkran, drejeskive, remise og værksteder. Banen fortsatte et par hundrede meter som havnebane til et havnespor på nordkajen. I 1911 fik byen endnu en jernbaneforbindelse, idet Nordvestfyenske Jernbane mellem Odense og Middelfart havde en sidebane til Bogense fra knudepunktet Brenderup.
Jernbanen fik stor betydning for byens vækst i starten af 1900-tallet. Byen fik elværk, gasværk, jernstøberi, teglværk, slagtehus og mejeri. Men byens afsides beliggenhed i forhold til hovedfærdselsårerne førte til at indbyggertallet kun steg svagt – fra 2.747 i 1911 til 3.414 i 2004.

### Mellemkrigstiden
Gennem mellemkrigstiden var Bogenses indbyggertal svagt stigende: i 1916 2.707, i 1921 2.852, i 1925 2.857, i 1930 2.846, i 1935 3.022, i 1940 2.928 indbyggere.
Ved folketællingen i 1930 havde Bogense 2.550 indbyggere, heraf ernærede 167 sig ved immateriel virksomhed, 916 ved håndværk og industri, 372 ved handel mm, 273 ved samfærdsel, 330 ved landbrug, skovbrug og fiskeri, 229 ved husgerning, 243 var ude af erhverv og 20 havde ikke oplyst indkomstkilde.

### Efterkrigstiden
Efter 2. verdenskrig fortsatte Bogense sin stagnerende befolkningsudvikling. I 1945 boede der 3.029 indbyggere i købstaden, i 1950 3.133 indbyggere, i 1955 3.131 indbyggere, i 1960 2.968 indbyggere og i 1965 2.925 indbyggere.
Både Bogensebanen og Brenderupbanen blev nedlagt 1. april 1966. Stationsbygningen på Vestergade 16 for enden af Jernbanegade er bevaret og huser nu Nordfyns Museum og Bogense Lokalhistoriske Arkiv. En grusvej i Fredskov fra Kristianslundsvej mod nordvest forbi stadion og over Bybæk er en rest af Bogensebanens tracé, og et stykke af Brenderupbanens tracé er bevaret som asfalteret sti mellem Ved Diget og Enggade.

### Kommunen
Sognekommunerne Grindløse, Guldbjerg-Nørre Sandager, Klinte, Ore og Skovby i Odense Amt blev i 1966 frivilligt lagt sammen med købstaden Bogense. Den blev til Bogense Kommune ved kommunalreformen i 1970, hvor begrebet købstad gled ud, så Bogense blev en kommune på linje med de andre i Fyns Amt. Ved kommunalreformen i 2007 blev Bogense Kommune lagt sammen med Otterup og Søndersø kommuner til Nordfyns Kommune.

## Arbejdspladser
Bogense sygehus blev lukket i 2002, og bygningerne forfaldt, men nu ser det ud til at der bliver bygget boliger med havudsigt på området. Fiona Maskinfabrik, der var startet i 1896 og lavede såmaskiner til landbruget, gik konkurs i 2013.
Nordfyns Bank, der blev stiftet i 1897 under navnet Bogense Bank og i 1936 fusionerede med Nordfyns Handels- og Landbobank, har stadig hovedsæde i Bogense.
Bogense Plast startede i 1979 som eneleverandør til kabeltromlefabrikken Jojo, der havde overtaget det tidligere jernstøberi. Her fik plastfabrikken også lokaler indtil den i 1982 købte det gamle elværk på havnen. Sprøjtestøbning af plastemner var virksomhedens hovedkompetence, men i 1995 gik den også ind i montage og systemleverancer. I 2001 blev den eneleverandør til persiennefabrikken Faber, og virksomheden flyttede til Fynsvej i Bogenses sydlige industrikvarter. Her blev opført en produktionshal på 3000 m² som ramme om 75 medarbejdere og 50 maskiner.
Ved udflytningen af statslige arbejdspladser i 2018 blev Dansk Sprognævn flyttet til Bogense.

## Seværdigheder
Bogense ligger i Bogense Sogn, og Bogense Kirke, der egentlig hedder Sankt Nicolaj Kirke, ligger i byen helt ude ved kysten. I modsætning til de fleste danske kirker har den tårnet mod øst, for da man omkring 1450 føjede et tårn til den romanske kirke, der kun havde skib og kor, kunne man ikke bygge tårnet i vestenden, for så kom man for tæt på kystskrænten.
På Torvet findes en gammel vandpumpe af træ, et af Danmarks mindste huse på blot 23 m² og byens tidligere borgerskole, opført i 1853. Adelgade er byens gamle hovedgade med flere købmandsgårde, bl.a. Bryggergården i nr. 44, der har en gotisk kælder med krydshvælvinger og bygningsfragmenter fra ca. 1420. I Adelgade findes desuden pakhuset på hjørnet af Kirkestræde og nr. 54 med tandsnitsgesims, begge i bindingsværk, samt empirebygningen i nr. 56. Af andre historiske bygninger kan nævnes:
- Den Gamle Købmandsgård, et langt to-etages bindingsværkshus fra 1600-tallet. Genopført efter en brand, der i 2007 ødelagde tagetagen.[20]
- Erik Menveds Kro, også kaldet Landbohjemmet, en renæssancebygning i to stokværk. Byens ældste hus fra 1543.[21]
- Bogense Rådhus, som i 1847 blev opført i stedet for et faldefærdigt rådhus fra 1500-tallet.[22]
- Bogense Toldkammer, Adelgade 1, fra 1846. Ikke ændret væsentligt siden.[23]

## Turistby
I dag er Bogense en udpræget turistby med meget lidt industri. Marinaen har plads til over 700 både, og der er bygget boliger, restauranter og andre erhvervsbygninger omkring den. Der er feriecenter og tre campingpladser i byen, de to ved kysten og den tredje sydvest for bymidten med svømmehal. Ved Fredskov og Gyldensteen Gods knap 2 km øst for Bogense blev Gyldensteen Golf anlagt i 2006, og der blev opført 44 sommerhuse i nærheden. Golfbanen mistede i 2013 retten til navnet Gyldensteen og hedder nu H.C. Andersen Golf.

## Faciliteter
Bogense Skole har 546 elever, fordelt på 0.-9. klassetrin. Af skolens elever går 99 i afdeling Kongslund 4 km syd for byen og 28 i specialafdelingen Regnbuen. Børnehuset Skoven med vuggestue og børnehave, fordelt på 4 børnegrupper, ligger i byens sydøstlige udkant tæt på Fredskov. Bogense Private Børnehus Sct. Anna ligger midt i byen. Det er startet i 2011 og normeret til 11 børn i vuggestuen og 22 i børnehaven.
Bogense Gymnastik & Idrætsforening (BG&IF) startede i 1914 med gymnastik om vinteren og fodbold om sommeren. I årenes løb har foreningen også haft tennis, atletik, svømning, boksning, håndbold og bordtennis på programmet, men nu er det en ren fodboldklub. I 1973 blev atletik og gymnastik udskilt i Gymnastik- og Atletikforeningen Bogense, som fra 2003 hedder Bogense Gymnastikforening, og håndboldafdelingen sluttede sig til Nordfyns Håndboldklub. En ny klub, Bogense Håndbold, blev stiftet i 2014. Bogense stadion og idrætshal ligger nær Fredskov.

## Infrastrukturdebat
Infrastrukturkommissionen foreslog i sin betænkning fra 2008 en fast forbindelse mellem Bogense og Juelsminde som en af tre mulige løsninger på trængselsproblemerne ved Vejle Fjord og Lillebælt. Det ville indebære en motorvej mellem Odense og Bogense og en ny jernbane mellem Odense og Horsens med station i Bogense. Den daværende borgmester støttede ideen, mens andre fandt den vanvittig og foretrak en bedre vejforbindelse til Middelfart og Fynske Motorvej.

## Galleri
- Købstadsvåben
- Kort over Bogense år 1900
- Erik Menveds Kro
- Østergade
- Bogenses version af Maneken Pis i Adelgade
- Bybækken
- Bogense Marineforening
- Vandpumpen på Torvet
- Bogensebanens tracé gennem Fredskov
- Brenderupbanens tracé fra Ved Diget